# Fazenda Santo Antônio (Rio de Janeiro)
A Fazenda Santo Antônio é uma fazenda do município de Conceição de Macabu, no estado do Rio de Janeiro, hoje, localidade do referido município. Nela formou-se a primeira colônia agrícola japonesa do Brasil. A fazenda constituiu-se no século XIX. Sua toponímia deriva da Serra do Santo Antônio e do rio de mesmo nome, nomenclaturas usadas pelos missionários católicos que catequizavam na região para demarcar suas áreas de acesso ao vale do Rio Macabu.

## Histórico
Foi fundada pelo capitão Manuel Figueiredo e fazia parte das três fazendas mais antigas da região de Conceição de Macabu (as outras duas fazendas eram Fazenda São José do Sossego e Fazenda Santa Maria).  Manuel Figueiredo ficou conhecido por hospedar Charles Darwin na Fazenda São José do Sossego.
Entre 1870 e 1874, formou-se e foi dissolvido na fazenda o Quilombo de Cruz Sena, o último grande quilombo da região Norte Fluminense.
A primeira colônia agrícola japonesa do Brasil, liderada por Saburo Kumabe, foi fundada nesta fazenda em 1907.
Na década de 2000, a Fazenda Santo Antônio onde estava situada a usina Carapebus, foi alvo de ocupações ilegais.

## Colônia Japonesa

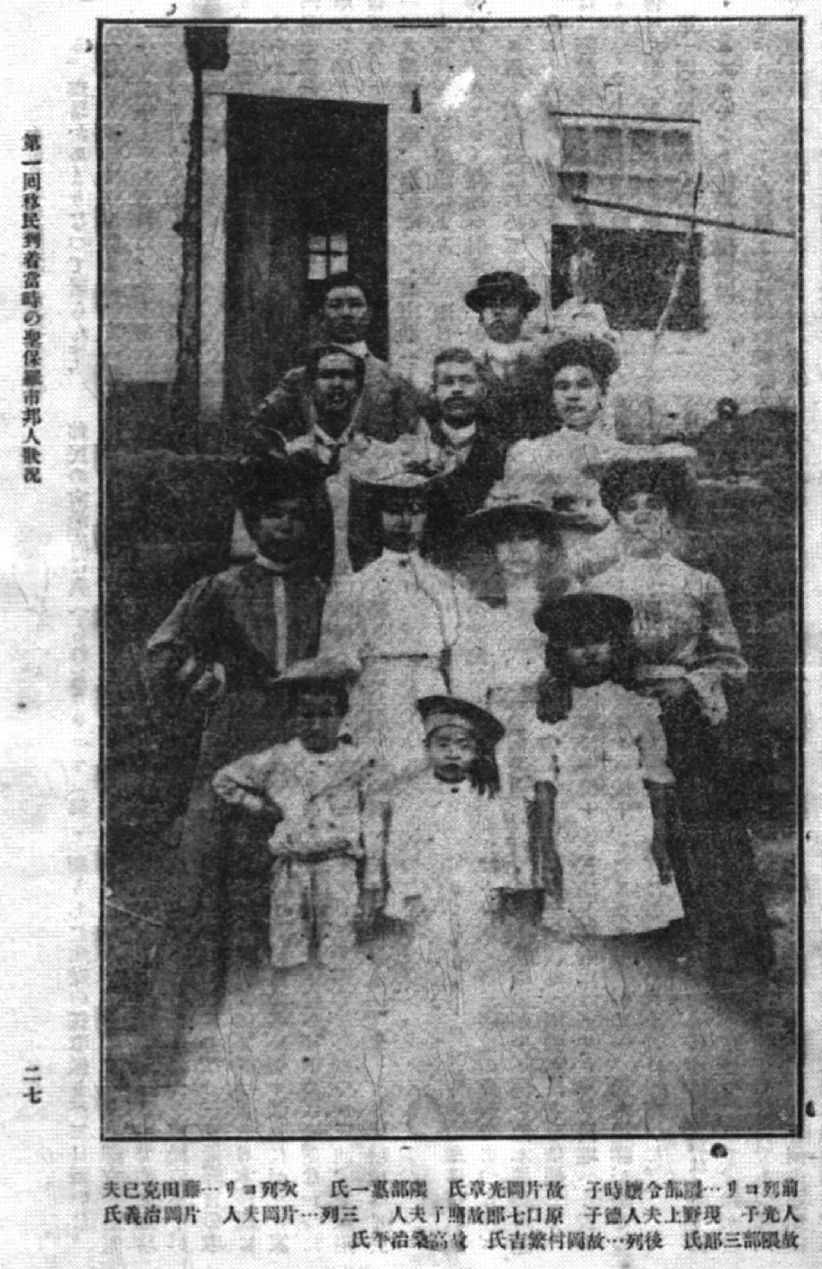
Primeiros Japoneses - Fazenda Santo Antônio

Em 1906 Ryu Mizuno, responsável pela emigração japonesa ao Brasil, faz sua primeira visita ao Rio de Janeiro. Apesar das preocupações com relação ao processo, o o acordo de imigração é concretizado em outubro de 1907.
A primeira colônia agrícola japonesa do Brasil, liderada por Saburo Kumabe, foi fundada na Fazenda Santo Antônio em 1907. 
Este grupo de japoneses vieram sete meses antes do navio Kasato Maru aportar em Santos, no estado de São Paulo.
Em 1912, a colônia japonesa chegou ao fim, certamente devido a falta de experiência na agricultura dos imigrantes que eram integrantes da elite japonesa (advogados, professores, funcionários públicos).